# Klemens (biskup Ankary)
Klemens, biskup Ankary – męczennik wczesnochrześcijański, święty Kościoła katolickiego, Cerkwi prawosławnej oraz Kościołów orientalnych.

## Hagiografia
Urodził się w mieście Ankyra (obecnie Ankara) w Galacji w połowie III w. Jego ojciec był poganinem a matka chrześcijanką. W dzieciństwie stracił ojca, a mając dwanaście lat matkę, która przed śmiercią przepowiedziała mu, że zginie męczeńską śmiercią. Usynowiony przez bogatą i pobożną mieszkankę miasta - Zofię, wychowywany był na jej przykładzie. Gdy w Ankarze zapanował głód, Zofia przyjmowała pod swój dach porzucone przez rodziców dzieci, wychowywała je i chrzciła. W tym wszystkim pomagał jej Klemens.
Cnotliwe życie młodzieńca stało się tak znane, że gdy miał zaledwie dwadzieścia lat wyświęcono go na biskupa Ankary. Wkrótce potem cesarz Dioklecjan rozpoczął prześladowania chrześcijan. Klemensa aresztowano i wtrącono do więzienia. Wielokrotnie przekonywano go do wyrzeczenia się wiary w Chrystusa, wielokrotnie poddawano rozmaitym torturom, lecz on pozostawał nieugięty. Pobity i zakuty w żelazne łańcuchy uzdrawiał chorych, dokonywał cudów, nawracał na chrześcijaństwo. Jednym z nawróconych był rzymski żołnierz św. Agatangel, który stał się jego wiernym uczniem i towarzyszem więziennej niedoli.
Biskup Klemens poniósł męczeńską śmierć w Ankarze około 312 r., będąc ścięty mieczem podczas odprawiania Świętej Liturgii w znajdującej się w pieczarze kościoła. 5 listopada tego samego roku od miecza zginął też Agatangel.
Liturgiczne wspomnienie świętego przypada na 23 stycznia według kalendarza juliańskiego.

## Ikonografia
W ikonografii święty przedstawiany jest w tradycyjny sposób. Jest starym, siwobrodym mężczyzną w biskupim stroju z Ewangelią lub zwojem pisma, na którym czytamy: "Panie Jezusie Chrystusie, daruj wszystkim, którzy czczą moją pamięć, bogate Twe dary, odpuszczając im grzechy". Pomimo męczeńskiej śmierci, którą zakończył życie, w jego dłoni nie spotykamy krzyża.